# 八木冕
八木 冕（やぎ べん、1915年7月16日 - 1988年5月23日）は、日本の心理学者、東京大学名誉教授。
東京高等学校から、1938年東京帝国大学文学部心理学科卒業。大学院を経て、1939年東大副手、横浜専門学校講師、1944年京都帝国大学講師、1952年東大文学部心理学科助教授、1961年「動機づけに関する実験的研究」で文学博士、1964年教授、1976年定年退官、名誉教授、青山学院大学教授、1984年退職、1975年から1981年まで日本動物心理学会会長。動物心理学を専攻した。没後、正四位勲三等旭日中綬章追贈。

## 編著
- 心理学 第1-2 培風館 (1967)
- 監修 『講座心理学』 全15巻 東京大学出版会 (1969 - 1971)
- 続有恒と監修 『心理学研究法』 全17巻 東京大学出版会 (1972 - 1975)
- 監修 『現代の心理学』 全7巻 培風館 (1974 - 1981)
- 監修 『現代基礎心理学』 全12巻 東京大学出版会 (1981 - 1986)

## 翻訳
- ゲシタルト心理学 P.ギョーム 1952 (岩波現代叢書)
- 教育について アラン人生論集 白水社、1964
- 動機と情緒 マレー 岩波書店 1966 (現代心理学入門)
- 学習 メドニック 岩波書店 1966 (現代心理学入門)

## 論文
- 「リープマン効果に及ぼす形の影響」 『心理学研究』 第13巻 3輯 (1938)
- 「操作主義と心理学」 『哲学評論』 第12巻 (1939)
- 「自己運動について」 『心理学研究』 第14巻 特輯 (1939)
- 「固定現象に関する比較心理学的考察」 『哲学研究』 第30巻 (1946)
- 「猿の紐引き」 『心理』 第1巻 第2冊 (1948)
- 「下位目標の効果に関する予備的考察」 『動物心理学年報』 第2巻 (1948)
- 「学習・記憶」 矢田部達郎編 『心理学初歩』 創元社 (19551)
- 「学習の基礎的事実」 『現代の心理学3. 学習の心理』 金子書房 (1952)
- 「学習実験法-動物」 『心理学講座 5. 学習心理』 中山書店 (1954)
- 「行動主義心理学」 『教育研究事典』 金子書房 (1954)
- 「条件反射」朝永振一郎ほか編 『現代自然科学講座 12. 現代心理学』 弘文堂 (1957)
- 「環境への適応 I 行動の機制」 高木貞二編 『心理学』 東京大学出版会 (1957)
- 「学習・記憶および思考」 高木貞二編 『心理学研究法』 岩波書店 (1958)
- 「単一迷路の選択学習に及ぼす報酬量の効果について」 『心理学評論』 第2巻 1号 (1958)
- 「シロネズミの一般的活動性にの変容に及ぼす諸条件の研究 I」 『動物心理学年報』 第11輯 2号 (1961)
- 「行動心理学の発展とモティヴェーションの取扱い方の変遷」 『心理学評論』 第6巻 2号 (1962)
- 「”時間評価”に及ぼす動因条件の影響について」 『心理学研究』 第33巻 1号 ((1962)
- 「シロネズミの一般的活動性にの変容に及ぼす諸条件の研究 II」 『動物心理学年報』 第13輯 1号 (1963)
- 「特殊飢餓状態における食物選択について」 高木貞二編 『現代心理学の課題』 東京大学出版会 (1970)
- "Intelligent behaviors of Japanese monkeys" In Carpenter (ed.) Behavioral Regulations of Behavior in Primates, Bucknell Univ. Press (1973)
- 「ニホンザルの色・形問題 (1)(2)」 『動物心理学年報』 第24巻 2号 (1974)
- 「ニホンザルの知的行動-その比較心理学的考察」 『日本の心理学』 日本文化科学社 (1982)